# Nutzberg
Nutzberg, niedersorbisch Nuzberk, ist ein zum Ortsteil Kahren gehörender Wohnplatz der kreisfreien Stadt Cottbus in Brandenburg.

## Lage
Nutzberg liegt in der Niederlausitz, rund fünf Kilometer Luftlinie südöstlich des Stadtzentrums von Cottbus. Umliegende Ortschaften sind Dissenchen im Norden, der zur Gemeinde Neuhausen/Spree gehörende Ortsteil Haasow im Nordosten, Kahren im Südosten, Karlshof im Süden, Kiekebusch im Südwesten, Branitz im Westen und Branitzer Siedlung (ein Teil von Sandow) im Nordwesten.
Die Siedlung liegt am Ende einer Sackgasse, rund zwei Kilometer vom Kahrener Dorfkern entfernt. Die Bundesstraße 168 und die Landesstraße 49 verlaufen nördlich von Nutzberg. Südlich von Nutzberg liegt der Frauendorfer-Kahrener-Haasower Landgraben. Der Ort zählt zum amtlichen Siedlungsgebiet der Sorben/Wenden.

## Geschichte
Nutzberg entstand ursprünglich als Schäferei des damaligen Gutes Kahren. 1840 hatte die Kolonie 41 Einwohner, 1864 waren es 39 Einwohner. Zu dieser Zeit sprachen fast alle Einwohner in Nutzberg sorbisch, Arnošt Muka bezeichnete die Gemeinde Kahren, zu der Nutzberg gehörte, in den 1880er-Jahren als „rein sorbisch“. Heute ist die sorbische Sprache aus dem Alltagsgebrauch verschwunden.
Vom 25. Juli 1952 bis zum 6. Dezember 1993 gehörte Nutzberg als Teil der Gemeinde Kahren zum Kreis Cottbus-Land (ab 1990 Landkreis Cottbus). Bei der Kreisreform 1993 wurde Kahren mit seinen Ortsteilen Karlshof und Nutzberg nach Cottbus eingemeindet.